# Eduardo Sontag
Pour les articles homonymes, voir Sontag.
Eduardo Daniel Sontag (né le 16 avril 1951 à Buenos Aires, Argentine) est un mathématicien américain et professeur distingué à l'université du Nord-Est, qui travaille dans les domaines suivants : théorie du contrôle, systèmes dynamiques, biologie moléculaire des systèmes, cancer et immunologie, informatique théorique, réseaux de neurones et biologie numérique.

## Biographie
Sontag obtient son diplôme de Licenciado du Département de mathématiques de l'université de Buenos Aires en 1972 et son doctorat en mathématiques sous la direction de Rudolf Kalman au Centre de théorie des systèmes mathématiques de l'université de Floride en 1976.
De 1977 à 2017, il travaille au département de mathématiques de Rutgers, à l’Université d’État du New Jersey, où il est professeur distingué de mathématiques et membre de la faculté des études supérieures du département d’informatique et à la faculté des études supérieures du département de génie électrique et informatique et membre du Rutgers Cancer Institute of NJ. En outre, il dirige le programme interdisciplinaire en biomathématique de premier cycle, est directeur du Center for Quantitative Biology et directeur des études supérieures de l’Institute for Quantitative Biomedicine. En janvier 2018, Sontag est nommé professeur distingué au département de génie électrique et informatique et au département de bioingénierie de la Northeastern University. Depuis 2006, il est chercheur affilié au Laboratoire d'information et de décision du MIT et, depuis 2018, membre de la faculté du programme en sciences thérapeutiques du Laboratoire de pharmacologie des systèmes de la Harvard Medical School.
Eduardo Sontag est l'auteur de plus de 500 articles de recherche, monographies et chapitres de livres dans les domaines susmentionnés, avec plus de 43 000 citations et un index-h de 89. Il est membre du comité de rédaction de plusieurs revues, dont: IET Proceedings Systems Biology, Synthetic and Systems Biology, International Journal of Biological Sciences et Journal of Computer and Systems Sciences, également ancien membre du conseil d'administration de SIAM Review, IEEE Transactions on Automatic Control, Systems and Control Letters, Dynamics and Control, Neurocomputing, Neural Networks, Neural Computing Surveys, Control-Theory and Advanced Technology, Nonlinear Analysis: Hybrid Systems, and Control, Optimization and the Calculus of Variations. En outre, il est cofondateur et codirecteur de la rédaction de Mathematics of Control, Signals, and Systems (en).

## Travaux
Ses travaux sur la théorie du contrôle ont conduit à l'introduction du concept de stabilité entrée-état (en) (input-to-state), une théorie de la stabilité pour les systèmes non linéaires et les fonctions de contrôle de Liapounov (en). Plusieurs des résultats ultérieurs sont prouvés en collaboration avec son élève Yuan Wang et avec David Angeli (en). En biologie des systèmes, Sontag présente avec David Angeli le concept de système monotone entrée / sortie. En théorie du calcul, il prouve les premiers résultats sur la complexité de calcul en contrôlabilité non linéaire et présente avec son élève Hava Siegelmann (en) une nouvelle approche du calcul analogique et de l'informatique super-Turing.

## Prix et distinctions
Sontag devient membre de l'Institute of Electrical and Electronics Engineers (IEEE) en 1993. Il reçoit le prix Reid de mathématiques en 2001, le prix de la conférence Hendrik W. Bode de 2002 de l'IEEE, le prix du conseil d'administration de 2002 pour l'excellence en recherche de l'université Rutgers, le prix d'enseignant / chercheur 2005 de l'université Rutgers et le prix IEEE Control Systems Award en 2011,. En 2011, il devient membre de la Society for Industrial and Applied Mathematics, en 2012 de l'American Mathematical Society et en 2014 de la Fédération internationale du contrôle automatique.

## Publications
Il est l'auteur de trois livres et il est un chercheur hautement cité par l'ISI :
- 1972, Topics in Artificial Intelligence lire en ligne (en espagnol, Buenos Aires: Prolam, 1972)
- 1979, Polynomial Response Maps lire en ligne (Berlin: Springer, 1979).
- 1989, Mathematical Control Theory: Deterministic Finite Dimensional Systems lire en ligne (Textes en mathématiques appliquées, volume 6, deuxième édition, New York: Springer, 1998)
- (en) Warren Dicks et Eduardo D. Sontag, « Sylvester Domains », J. Pure Appl. Algebr., vol. 13,‎ 1978, p. 243-275 (lire en ligne)
- (en) Eduardo D. Sontag, Mathematical Control Theory : Deterministic Finite Dimensional Systems, Springer, 1998, 532 p. (ISBN 0-387-98489-5, lire en ligne)
- (en) Eduardo D. Sontag, « Input to State Stability: Basic Concepts and Results », Springer - Lecture Notes in Mathematics, vol. 1932,‎ 2008, p. 163-220 (lire en ligne)